# IAS 1
МСФО (IAS) 1 «Представление финансовой отчетности» — международный стандарт финансовой отчетности, устанавливающий общие принципы представления финансовой отчётности, действует с 1 января 1975 года, введен в действие для применения на территории Российской Федерации приказом Минфина России от 25.11.2011 № 160н применяется к финансовой отчетности общего назначения с целью достижения сопоставимости финансовой отчетности самой компании за предшествующие периоды или финансовой отчетности других организацией.

## История создания
В марте 1974 года вышел проект стандарта E1 «Раскрытие учётной политики», а в январе 1975 года был опубликован стандарт IAS 1 «Раскрытие учётной политики», который вступил в действие с 1 января 1975 года. В июне 1975 года вышел проект E5 «Информация, подлежащая раскрытию в финансовой отчетности», а в октябре 1976 года был опубликован стандарт IAS 5 «Информация, подлежащая раскрытию в финансовой отчетности», который вступил в действие с 1 января 1977 года. В июле 1978 года вышел проект стандарта E14 «Текущие активы и текущие обязательства», а в ноябре был опубликован стандарт IAS 13 «Представление текущих активов и текущих обязательств», который вступил в действие с 1 января 1981 года. В 1994 году стандарты IAS 1, IAS 5, и IAS 13 были модернизированы. В июле 1996 года вышел проект стандарта E53 «Представление финансовой отчётности», а в августе 1997 года стандарт был опубликован заменив старые стандарты IAS 1 (1975), IAS 5, и IAS 13 (1979), которые вступили в силу с 1 июля 1998 года. 18 декабря 2003 года был опубликован стандарт IAS 1 версии 2003 года, который вступил в силу с 1 января 2005 года, а 18 августа 2005 года вышло дополнение о раскрытие информации по капиталу, которые вступили в силу с 1 января 2007 года. 6 сентября 2007 года вышел стандарт IAS 1 версии 2007 года, который вступил в силу с 1 января 2009 года, а 14 февраля 2008 года вышли дополнения по финансовым инструментам с правом обратной продажи эмитенту и обязательства, возникающие при ликвидации, которые вступили в силу с 1 января 2009 года. 22 мая 2007 года вышли дополнения по классификации производных финансовых инструментов, которые вступили в силу с 1 января 2009 года. 6 мая 2010 года вышли дополнения по классификации текущих обязательств, которые вступили в силу с 1 января 2011 года. 16 июня 2011 года вышли дополнения по представлению статей прочего совокупного дохода, которые вступили в силу с июля 2012 года. 17 мая 2012 года вышли дополнения по сравнительным данным, которые вступили в силу с 1 января 2013 года, а 18 декабря 2014 года вышли изменения по представлению информации, которые вступили в силу с 1 января 2016 года.

## Определения
Финансовая отчетность общего назначения — финансовая отчетность, которая предназначена для удовлетворения потребностей пользователей, не имеющих право требовать подготовки отчетности с учётом их потребностей в специфической информации, и является структурированным представлением: финансового положения и финансовых результатов деятельности компании.

## Цель стандарта
Целью стандарта IAS 1 является представление финансовой отчётности общего назначения для достижения сопоставимости с финансовой отчётностью компании за предшествующие периоды и с финансовой отчётностью других компаний.
Целью финансовой отчетности является представление правдивой финансовой информации как минимум ежегодно:
- о финансовом положении компании (активах, обязательствах и капитале),
- о финансовых результатах деятельности (доходах и расходах, включая прибыли и убытки),
- о вкладах и распределениях собственникам,
- о движении денежных средств.

## Состав финансовой отчетности
Полный комплект финансовой отчетности включает:
- отчет о финансовом положении,
- отчет о прибылях и убытках и прочем совокупном доходе,
- отчет об изменении капитала,
- отчет о движении денежных средств,
- примечания к финансовой отчетности, включающие основные положения учётной политики и различные разъяснительные материалы,
- отчет о финансовом положении на начало наиболее раннего периода, для которого представляется сравнительная информация там, где применяется IAS 8.

## Общие положения
- Финансовая отчетность достоверно представляет финансовое положение, финансовые результаты деятельности и движение денежных средств компании.
- Готовится на основе допущения непрерывности деятельности.
- Отчетность за исключением отчета о движении денежных средств применяет правило учёта по методу начисления.
- Представление и классификация статей в финансовой отчетности сохраняется от одного периода к следующему (последовательность представления).
- Пропуски и искажения существенны, если они могут повлиять на принятие пользователями решений. Каждый существенный класс сходных статей в обязательном порядке должен представляться отдельно.
- Если какая-то статья не является существенной, она объединяется (агрегируется) с другими статьями.
- Не подлежат взаимозачету активы и обязательства, доходы и расходы, за исключением случаев, когда это разрешено каким либо МСФО[7].

## Отчет о финансовом положении
Отдельно отражаются в отчете о финансовом положении краткосрочные и долгосрочные активы и обязательства.
Представление активов и обязательств в порядке повышения или понижения ликвидности в отчетности финансовых компаний делает информацию более надежной и уместной.
Разграничение между краткосрочными и долгосрочными статьями зависит от длительности операционного цикла компании, и если он не может быть надежно оценен, то допускается, что его продолжительность равна 12 месяцам.
Актив классифицируется как краткосрочный, если он удовлетворяет любому из следующих критериев:
- предполагается реализовать или потребить в ходе обычного операционного цикла,
- предназначен для использования в торговых целях,
- его предполагается реализовать в течение 12 месяцев после отчетной даты,
- представляет собой денежные средства или эквивалент денежных средств, не имеющего ограничений на использование.

Все прочие активы классифицируются как долгосрочные в том числе отложенные налоговые активы.
Обязательства классифицируются как краткосрочные, если оно удовлетворяет любому из следующих критериев:
- ожидается, что будет погашено при нормальном ходе дел в течение операционного цикла,
- предназначено для использования в торговых целях,
- должно быть погашено в течение 12 месяцев после отчетной даты,
- нет безусловного права откладывать погашение обязательства на срок более 12 месяцев после отчетного периода.

Все прочие обязательства классифицируются как долгосрочные в том числе отложенные налоговые обязательства.
Минимальные статьи Отчета о финансовом положении:
- основные средства,
- инвестиционная собственность,
- нематериальные активы,
- финансовые активы,
- инвестиции,
- биологические активы,
- запасы,
- торговая и прочая дебиторская задолженность,
- денежные средства и их эквиваленты,
- сумма активов, классифицированных как предназначенные для продажи,
- торговая и прочая кредиторская задолженность,
- резервы,
- финансовые обязательства,
- обязательства и активы по текущему налогу на прибыль,
- отложенные налоговые обязательства и активы,
- обязательства, включенные в группу выбытия, классифицируемые как предназначенные для продажи,
- выпущенный капитал и резервы,
- доля неконтролирующих акционеров, отраженные в капитале.

Объекты основных средств разбиваются на классы в соответствии с IAS 16. Дебиторская задолженность разбивается от покупателей, от связанных сторон, предоплаты, прочие суммы. Запасы разбиваются на классы, товары, производственные запасы, материалы, незавершенное производство, готовую продукцию.
Структура отчёта о финансовом положении
|                                                                    | 31 дек.20X1 | 31 дек.20X0 |
| АКТИВЫ                                                             |             |             |
| Необоротные активы                                                 |             |             |
| Основные средства                                                  | х           | х           |
| Гудвил                                                             | х           | х           |
| Нематериальные активы                                              | х           | х           |
| Инвестиции, учитываемые по методу долевого участия                 | х           | х           |
| Инвестиции, имеющиеся в наличии для продажи                        | х           | х           |
| Итого необоротные активы                                           | х           | х           |
| Оборотные активы                                                   |             |             |
| Запасы                                                             | х           | х           |
| Торговая и прочая дебиторская задолженность                        | х           | х           |
| Прочие оборотные активы                                            | х           | х           |
| Денежные средства и их эквиваленты                                 | х           | х           |
| Итого оборотные активы                                             | х           | х           |
| Итого активы                                                       | х           | х           |
| СОБСТВЕННЫЙ КАПИТАЛ И ОБЯЗАТЕЛЬСТВА                                |             |             |
| Собственный капитал, относящийся к акционерам материнской компании |             |             |
| Акционерный капитал                                                | х           | х           |
| Эмиссионный доход                                                  | х           | х           |
| Резерв переоценки                                                  | х           | х           |
| Нераспределённая прибыль                                           | х           | х           |
| Неконтролирующая доля участия                                      | х           | х           |
| Итого собственный капитал                                          | х           | х           |
| Долгосрочные обязательства                                         |             |             |
| Долгосрочные займы                                                 | х           | х           |
| Отложенные налоги                                                  | х           | х           |
| Долгосрочные резервы                                               | х           | х           |
| Итого долгосрочные обязательства                                   | х           | х           |
| Краткосрочные обязательства                                        |             |             |
| Торговая и прочая кредиторская задолженность                       | х           | х           |
| Краткосрочные займы                                                | х           | х           |
| Текущая часть долгосрочных займов                                  | х           | х           |
| Текущий налог к оплате                                             | х           | х           |
| Краткосрочные резервы                                              | х           | х           |
| Итого краткосрочные обязательства                                  | х           | х           |
| Итого обязательства                                                | х           | х           |
| ИТОГО СОБСТВЕННЫЙ КАПИТАЛ И ОБЯЗАТЕЛЬСТВА                          | х           | х           |

## Отчет о прибыли и убытках и прочем совокупном доходе
В связи с необходимостью отдельного представления изменений в собственном капитале за отчетный период, которые не являются результатом операций с собственниками компании, представляют минимальный состав статей доходов и расходов:
- выручка,
- финансовые затраты,
- доля компании в прибыли или убытках ассоциированных компаний и совместных предприятий, учитываемых по долевому методу,
- расходы по налогу на прибыль,
- итоговая сумма, включающая в себя:
  - прибыль или убытки (за вычетом налога) от прекращенной деятельности,
  - доход или расход (за вычетом налога), признанного при оценке по справедливой стоимости за вычетом расходов на продажу, или при выбытии активов или группы выбытия, представляющих собой прекращенную деятельность
- прибыль или убыток,
- каждый компонент других частей совокупного дохода, классифицированного по видам,
- доля других компонентов совокупного дохода ассоциированных компаний и совместных предприятий, учитываемых по долевому методу,
- итоговое значение совокупного дохода:
  - на долю неконтролирующих акционеров,
  - на держателей акций материнской компании группы.
- статьи, которые впоследствии не будут реклассифицированы на прибыль и убыток:
  - актуарные прибыли (убытки) по пенсионным планам с установленными выплатами,
  - изменения в резерве переоценки по основным средствам и нематериальным активам,
  - изменения в справедливой стоимости финансового актива, являющегося инвестицией в долевой инструмент, или обязательства, по которым принято решение об их оценке по справедливой стоимости и представлении прибыли и убытков от таких финансовых инструментов в составе прочего совокупного дохода.
- статьи, которые впоследствии при выполнении определённых условий будут реклассифицированы на прибыль и убыток:
  - эффективная часть прибылей(убытков) по инструментам хеджирования денежных потоков.
- итоговое значение совокупного дохода:
  - на долю неконтролирующих акционеров,
  - на держателей акций материнской компании группы.

Структура отчёта о прибылях и убытках и прочем совокупном доходе
| | 31 дек.20X1 | 31 дек.20X0 |
| Выручка | х           | х           |
| Себестоимость продаж | (х)         | (х)         |
| Валовая прибыль | х           | х           |
| Процентные доходы | х           | х           |
| Коммерческие расходы | (х)         | (х)         |
| Административные расходы | (х)         | (х)         |
| Прибыль/убыток от выбытия финансовых активов, учитываемых по амортизированной стоимости                                                           | х/(х)       | х/(х)       |
| Прибыль/убыток от реклассификации финансовых активов, учитываемых по амортизированной стоимости в категорию учитываемых по справедливой стоимости | х/(х)       | х/(х)       |
| Убытки от обесценения | (х)         | (х)         |
| Финансовые расходы | (х)         | (х)         |
| Доход от инвестиций, учитываемых по методу долевого участия                                                                                       | х           | х           |
| Прибыль до налога | х           | х           |
| Расходы по налогу | (х)         | (х)         |
| Прибыль за год от продолжающейся деятельности | х           | х           |
| Убыток за год от прекращённой деятельности | (х)         | (х)         |
| Прибыль за год | х           | х           |
| Прочий совокупный доход: |             |             |
| Компоненты, которые не могут быть реклассифицированы в отчёт о прибылях и убытках                                                                 |             |             |
| Переоценка основных средств | х           | х           |
| Прибыли/убытки от долевых инвестиций, учитываемых по выбору компании по справедливой стоимости через прочий совокупный доход                      | х           | х           |
| Актуарные прибыли/убытки по пенсионным планам с установленными выплатами                                                                          | х           | х           |
| Доля в увеличении стоимости собственности ассоциированных компаний                                                                                | х           | х           |
| Изменения справедливой стоимости финансовых обязательств, связанные с собственным кредитным риском                                                | х           | х           |
| Налог на прибыль, относящийся к компонентам, которые не могут быть реклассифицированы                                                             | (х)         | (х)         |
| Компоненты, которые могут быть реклассифицированы в отчёт о прибылях и убытках                                                                    |             |             |
| Прибыли/убытки по финансовым активам (долговым инструментам), учитываемым по справедливой стоимости через прочий совокупный доход                 | х/(х)       | х/(х)       |
| Курсовые разницы от пересчёта зарубежных дочерних компаний                                                                                        | х           | х           |
| Результаты эффективного хеджирования денежных потоков                                                                                             | х           | х           |
| Налог на прибыль, относящийся к компонентам, которые могут быть реклассифицированы                                                                | (х)         | (х)         |
| Прочий совокупный доход за год после налога на прибыль                                                                                            | х           | х           |
| Итого совокупный доход за год | х           | х           |
| Прибыль, приходящаяся на: |             |             |
| Контролирующих акционеров | х           | х           |
| Неконтролирующую долю участия | х           | х           |
| | х           | х           |
| Итого совокупный доход, приходящийся на: |             |             |
| Контролирующих акционеров | х           | х           |
| Неконтролирующую долю участия | х           | х           |
| | х           | х           |
| Прибыль на акцию: |             |             |
| Базовая | х           | х           |
| Пониженная | х           | х           |

## Отчет об изменении капитала
Компания представляет изменения капитала, связанные с собственниками, в Отчете об изменениях в собственном капитале
|                                  | Акционерный капитал | Эмиссионный доход | Прочий совокупный доход | Нераспределенная прибыль | Итого капитал акционеров | Доля неконтролирующих акционеров | Итого Капитал |
| Начальное сальдо на 31.12.20х0г. | х                   | х                 |                         | х                        | х                        | х                                | х             |
| Изменения в учётной политике     |                     |                   |                         | (х)                      | (х)                      | (х)                              | (х)           |
| Откорректированное сальдо        | х                   | х                 |                         | х                        | х                        | х                                | х             |
| Изменения в капитале за 20х1г.   |                     |                   |                         |                          |                          |                                  |               |
| Совокупный доход за период       |                     |                   | х                       | х                        | х                        | х                                | х             |
| Выплата дивидендов               |                     |                   |                         | (х)                      |                          | (х)                              | (х)           |
| Эмиссия акций                    | х                   | х                 |                         |                          | х                        |                                  | х             |
| Сальдо на 31.12.20х1             | х                   | х                 | х                       | х                        | х                        | х                                | х             |
| Изменения в капитале за 20х2     |                     |                   |                         |                          |                          |                                  |               |
| Совокупный доход за период       |                     |                   | х                       | х                        | х                        | х                                | х             |
| Выплата дивидендов               |                     |                   |                         | (х)                      |                          | (х)                              | (х)           |
| Эмиссия акций                    | х                   | х                 |                         |                          | х                        |                                  | х             |
| Конечное Сальдо на 31.12.20х2    | х                   | х                 | х                       | х                        | х                        | х                                | х             |

## Отчет о движении денежных средств
Требования к представлению Отчета о движении денежных средств рассмотрены в IAS 7 «Отчет о движении денежных средств».
Отчет о движении денежных средств через прямой метод
| Потоки денежных средств от операционной деятельности                         |     |
| Поступления от покупателей                                                   | Х   |
| Оплата поставщикам и работникам                                              | (Х) |
| Денежные средства от операционной деятельности                               | X   |
| Уплаченные проценты                                                          | (Х) |
| Уплаченный налог на прибыль                                                  | (X) |
| Чистые денежные средства от операционной деятельности                        | X   |
| Потоки денежных средств от инвестиционной деятельности                       |     |
| Продажа основных средств                                                     | X   |
| Приобретение основных средств                                                | (X) |
| Полученные проценты                                                          | X   |
| Полученные дивиденды                                                         | X   |
| Чистые денежные средства от инвестиционной деятельности                      | X   |
| Потоки денежных средств от финансовой деятельности                           |     |
| Поступления от эмиссии акций                                                 | X   |
| Поступления от долгосрочных займов                                           | X   |
| Погашение обязательств по финансовой аренде                                  | (X) |
| Уплаченные дивиденды                                                         | (X) |
| Чистые денежные средства от финансовой деятельности                          | X   |
| Чистое приращение денежных средств и эквивалентов денежных средств           | X   |
| Денежные средства и эквиваленты денежных средств на начало периода           | X   |
| Денежные средства и эквиваленты денежных средств на средств на конец периода | X   |